# Gripopteryx brasiliensis
Gripopteryx brasiliensis är en bäcksländeart som först beskrevs av Šámal 1921.  Gripopteryx brasiliensis ingår i släktet Gripopteryx och familjen Gripopterygidae. Inga underarter finns listade i Catalogue of Life.